# Sutra Sagrada Chuva de Néctar da Verdade
A Sutra Sagrada Chuva de Néctar da Verdade (em japonês: Kanro no Hōu) é uma das principais obras do mestre Masaharu Taniguchi, fundador da filosofia Seicho-no-ie. De tamanho compacto (pode caber em um bolso de uma calça), com essa praticidade, sua leitura pode ser executada em qualquer lugar.
O livro possui um conjunto de citações em formas poéticas, tiradas do Volume X do Seimei no Jisso, divididas em 8 seções:
1. Deus
2. Espírito
3. Matéria
4. Realidade
5. Sabedoria
6. Ilusão
7. Pecado
8. Homem